# الحجيفاء (حبيش)

تعديل مصدري - تعديل

الحجيفاء هي إحدى قرى عزلة الناحية بمديرية حبيش التابعة لمحافظة إب، بلغ تعداد سكانها 105 نسمة حسب تعداد اليمن لعام 2004.